# Autoaffondamento della flotta francese a Tolone
L'autoaffondamento della flotta francese a Tolone ebbe luogo il 27 novembre 1942 su ordine dell'Ammiragliato del governo di Vichy al fine di evitare la cattura della medesima da parte della Germania nazista nel quadro dell'Operazione Lila nel corso dell'Operazione Anton. Salvo qualche eccezione, la Marina rifiutò di raggiungere gli Alleati o le forze dell'Asse al fine di far conservare alla Francia di Vichy lo status di neutralità conformemente all'armistizio del 22 giugno 1940.

## Contesto

### L'armistizio
L'armistizio del 22 giugno 1940, «Armistizio… disonorante… » metteva, secondo il generale De Gaulle, «a discrezione del nemico una flotta francese intatta».
Dopo la Campagna di Francia e l'Armistizio di Compiègne del 1940, la Francia del nord era rimasta sotto l'occupazione tedesca, mentre la parte libera si era costituita in Repubblica, con un governo avente sede a Vichy. L'armistizio stabiliva che la flotta francese sarebbe stata in gran parte disarmata e confinata nei suoi porti, sotto il controllo francese. Gli inglesi, preoccupati per il fatto che la flotta, che comprendeva alcune delle più moderne navi da guerra del tempo, potesse cadere in mani nemiche, la bombardarono nella base francese di Mers-el-Kebir presso Orano il 3 luglio 1940, e successivamente a Dakar il 23 settembre 1940.
L'8 novembre 1942 gli alleati invasero il Nord Africa francese (Operazione Torch). Il generale Dwight Eisenhower, con l'accordo di Roosevelt e Churchill, concluse un accordo segreto con l'ammiraglio François Darlan, comandante delle forze di Vichy in Nord Africa, secondo il quale le forze di Vichy avrebbero opposto una finta resistenza. Quando Hitler scoprì questo piano, attivò prontamente l'Operazione Anton, l'invasione della Francia di Vichy, mentre forze italo-tedesche penetrarono in Tunisia.

## Preludio

### Aspetto politico
I negoziati tra la Germania e la Francia di Vichy si erano conclusi con la decisione che Tolone dovesse rimanere una roccaforte sotto il controllo di Vichy, e difesa contro gli alleati e i francesi di Charles de Gaulle. Erich Raeder, comandante della Kriegsmarine, era dell'opinione che gli ufficiali della Marina militare francese avrebbero obbedito alle clausole dell'armistizio, e quindi al loro dovere di non lasciare che le navi cadessero nelle mani di qualsiasi nazione estera. Raeder era stato indotto a credere che l'obiettivo tedesco fosse quello di utilizzare il sentimento anti-britannico in vigore tra i marinai francesi per schierarli al fianco degli italiani, mentre Hitler propendeva per il sequestro forzato della flotta.
Il piano di Hitler era che i marinai tedeschi acquisissero le navi francesi e le trasferissero in Italia; gli ufficiali tedeschi espressero perplessità a questo piano, ma, come spesso succedeva con Hitler, le loro obiezioni furono ignorate. Gli ordini per l'attuazione del piano Lila (Fall Lila) furono impartiti il 10 novembre 1942.
L'11 novembre le truppe italiane sbarcarono in Corsica, e truppe tedesche furono inviate in Tunisia per occuparla prima degli Americani. Quando il 27 novembre, dopo che avevano circondato Tolone, i tedeschi la attaccarono, il Segretario della Marina francese di Vichy, ammiraglio Gabriel Auphan, ordinò al comandante Jean de Laborde di:
- Opporsi, senza spargimento di sangue, all'ingresso di truppe straniere in stabilimenti, aeroporti ed edifici della Marina;
- Allo stesso modo opporsi all'ingresso di truppe straniere a bordo delle navi della flotta; trovare accordi mediante la negoziazione degli enti locali; e
- Se questo si fosse rivelato impossibile, autoaffondare la flotta.

I primi ordini erano di far capovolgere le navi, ma gli ingegneri, pensando di recuperare le navi dopo la guerra, lo fecero modificare in affondamento sulla chiglia.

### Aspetto tecnico e tattico

Cartina dell’arsenale di Tolone con la posizione delle unità francesi

Sul versante francese, come un segno di buona volontà nei confronti dei tedeschi, le difese costiere furono rafforzate per la salvaguardia di Tolone da un attacco dal mare da parte degli Alleati. Questi preparativi inclusero la pianificazione dell'autoaffondamento in caso di uno sbarco degli Alleati. Le forze francesi erano comandate dall'ammiraglio Jean de Laborde, capo della "Flotta di alto mare" (composta da 38 delle più moderne e potenti navi da guerra francesi), e dall'ammiraglio André Marquis (comandante di un totale di 135 navi, disarmate o in riparazione).
Secondo le disposizioni dell'armistizio, le navi francesi avrebbero dovuto avere i loro serbatoi di carburante quasi vuoti; ma di fatto, attraverso la falsificazione dei rapporti e la manomissione dei cruscotti, gli equipaggi erano riusciti a conservare abbastanza carburante per raggiungere il Nord Africa. Uno degli incrociatori, il Jean de Vienne, era a secco in bacino, indifeso. Dopo che i resti dell'esercito francese erano stati sciolti su richiesta tedesca, ai marinai francesi erano state affidate le armi per le difese costiere ed anti-aeree, cosicché non fu possibile pensare di raggruppare tutti gli uomini sulle navi.
Gli equipaggi furono inizialmente ostili all'invasione anglo-americana ma, a causa del generale sentimento antitedesco e delle voci diffuse circa la defezione di Darlan, questa posizione si evolse verso il sostegno a Charles de Gaulle.
Le autorità militari di Vichy ebbero paura di un colpo di Stato organizzato dagli inglesi o da De Gaulle.

## Autoaffondamento della flotta
Il 12 novembre Darlan lanciò un invito ai comandanti francesi di stanza a Tolone a disertare, per consegnare le proprie navi ai porti già nelle mani angloamericane e della France libre di De Gaulle.
Il 27 novembre 1942, le truppe tedesche al comando del Generaloberst Johannes Blaskowitz si presentarono presso l’arsenale di Tolone, intenzionate a requisire la flotta.
L'ammiraglio francese Jean de Laborde ricevette immediatamente ordine di opporsi al disegno tedesco, ma di fare il possibile per evitare ogni spargimento di sangue. Se ciò non fosse stato possibile, avrebbe dovuto procedere all'autoaffondamento della flotta.
Quando i tedeschi occuparono Fort Lamalgue, arrestando il generale André Marquis, l'ammiraglio Jean de Laborde, prontamente avvisato dal contrammiraglio Arnaud Dornon, ordinò immediatamente l'affondamento della flotta. Ciò mentre gran parte delle forze tedesche venivano bloccate dalle sentinelle francesi con fantasiose richieste burocratiche (dimostrando la scarsa volontà delle due parti di fare uso delle armi).
Nel frattempo le valvole di allagamento delle navi erano già state aperte, e poco dopo esplosero anche le prime cariche esplosive. La nave ammiraglia Strasbourg bruciò per diversi giorni, mentre altre navi come l'incrociatore Colbert e il Dupleix saltarono in aria. Alcuni sommergibili come il Casablanca, il Marsouin, Le Glorieux e l'Iris, contravvenendo gli ordini, lasciarono Tolone per dirigersi verso porti amici o neutrali.
La maggior parte della flotta francese fu resa inutilizzabile, e solo quattro cacciatorpediniere furono immediatamente recuperati; ad essi si aggiunse poco più tardi anche il Valmy, che fu riportato a galla. Tutte queste imbarcazioni furono trasferite in Italia. Fu solo molto più tardi che i tedeschi riuscirono a recuperare ulteriori nove unità.

## Navi affondate
In totale furono mandate a fondo 235 000 tonnellate di naviglio: 3 corazzate, 7 incrociatori, 18 cacciatorpediniere, 13 torpediniere, 6 avvisi, 12 sommergibili, 9 pattugliatori e dragamine, 19 navi di supporto, 1 nave scuola, 28 rimorchiatori e 4 bacini galleggianti. Tutte le navi di grosso tonnellaggio furono affondate, alcune furono recuperate dalla Regia Marina che, insieme ad alcune navi di tonnellaggio inferiore rimaste intatte, le immise nella propria flotta, anche se spesso non furono mai realmente operative. Cinque unità sfuggirono all'affondamento: 4 sommergibili (Marsouin, Casabianca, Le Glorieux, Iris) e una nave, la Léonor Fresnel.
Corazzate
1. Strasbourg (ammiraglia)
2. Dunkerque
3. Provence

Nave appoggio idrovolanti
1. Commandant Teste

Incrociatori pesanti
1. Colbert
2. Dupleix
3. Foch
4. Algérie

Incrociatori leggeri
1. Jean de Vienne
2. La Galissonnière
3. Marseillaise

Cacciatorpediniere
1. Linx
2. Guépard
3. Valmy
4. Verdun
5. Vauban
6. Aigle
7. Gerfaut
8. Vautour
9. Vauquelin
10. Kersaint
11. Cassard
12. Tartu
13. L'Indomptable
14. Mogador
15. Volta
16. Épée/L'Adroit

Torpediniere
1. Trombe
2. Bordelais
3. Le Mars
4. La Palme
5. Le Hardi
6. Fleuret/Foudroyant
7. Mameluck
8. Casque
9. Le Flibustier/Bison
10. Lansquenet/Cyclone
11. Le Corsaire/Siroco
12. La Bayonnaise
13. La Poursuivante

Avvisi
1. D'Iberville
2. La Curieuse
3. L'Impétueuse
4. Chamois
5. La Dédaigneuse
6. Yser

Sommergibili
1. Sirène
2. Naïade
3. Thétis
4. Diamant
5. Caïman
6. Redoutable
7. Pascal
8. Henri Poincaré
9. Fresnel
10. Achéron
11. Vénus
12. Aurore

Altre navi
1. Baliste
2. Incomprise
3. Chasseur IV
4. Charcot
5. Altona II
6. Caducée
7. Lennyann
8. Les Eparges
9. Calmar
10. Granit
11. Homard
12. Chantereve
13. Hamelin
14. Courlis
15. Golo
16. Aude
17. Ariel
18. Brindejonc des Moulinais
19. Josette-Claude
20. Bernard Danielle
21. Chasseur XXV
22. Agissante
23. Cépet
24. Coudon